# Villavieja de Yeltes
Villavieja de Yeltes és un municipi de la província de Salamanca, a la comunitat autònoma de Castella i Lleó.

## Demografia
| 1991 | 1996 | 2001 | 2004 |
| ---- | ---- | ---- | ---- |
| 1211 | 1208 | 1119 | 1029 |